# Diócesis de Rajshahi
La diócesis de Rajshahi (en latín: Dioecesis Raishahien(sis), en inglés: Roman Catholic Diocese of Rajshahi y en bengalí: রাজশাহী ধর্মপ্রদেশ) es una circunscripción eclesiástica latina de la Iglesia católica en Bangladés, sufragánea de la arquidiócesis de Daca. La diócesis tiene al obispo Gervas Rozario como su ordinario desde el 15 de enero de 2007. 

## Territorio y organización

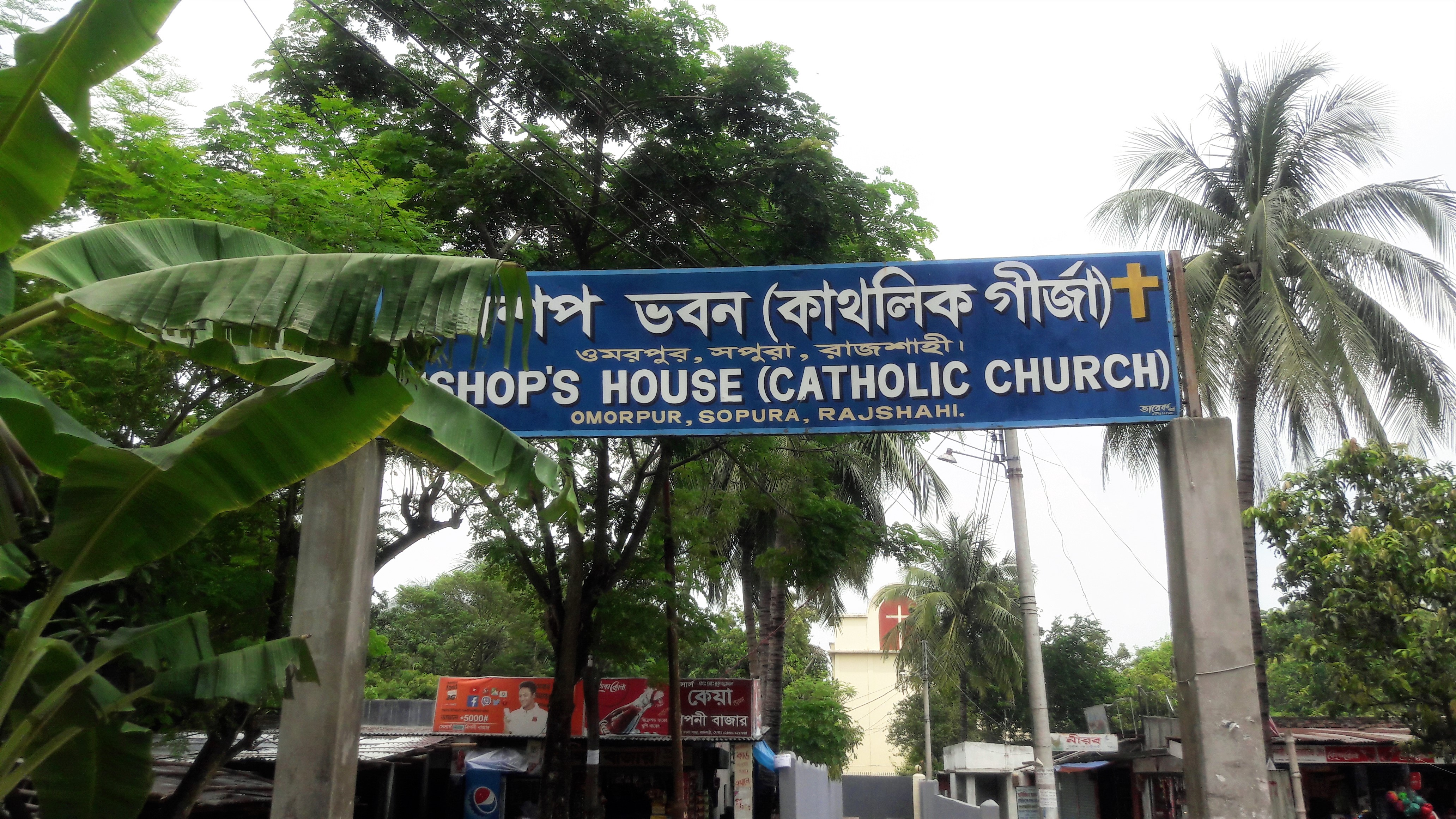
Casa episcopal en Rajshahi

La diócesis tiene 18 063 km² y extiende su jurisdicción sobre los fieles católicos de rito latino residentes en la división de Rajshahi.
La sede de la diócesis se encuentra en la ciudad de Rajshahi, en donde se halla la Catedral del Buen Pastor.
En 2020 en la diócesis existían 24 parroquias.

## Historia
La diócesis fue erigida el 21 de mayo de 1990 con la bula Quo aptius del papa Juan Pablo II separando territorio de la diócesis de Dinajpur.

## Estadísticas
De acuerdo al Anuario Pontificio 2021 la diócesis tenía a fines de 2020 un total de 68 015 fieles bautizados.
| Año                                                                             | Población            | Población  | Población      | Sacerdotes | Sacerdotes    | Sacerdotes    | Bautizados por sacerdote | Diáconos permanentes | Religiosos | Religiosos | Parroquias |
| Año                                                                             | Bautizados católicos | Total      | % de católicos | Total      | Clero secular | Clero regular | Bautizados por sacerdote | Diáconos permanentes | Varones    | Mujeres    | Parroquias |
| ------------------------------------------------------------------------------- | -------------------- | ---------- | -------------- | ---------- | ------------- | ------------- | ------------------------ | -------------------- | ---------- | ---------- | ---------- |
| 1990                                                                            | 23 000               | 12 250 000 | 0.2            | 20         | 10            | 10            | 1150                     |                      | 10         | 58         | 8          |
| 1999                                                                            | 35 010               | 14 216 879 | 0.2            | 29         | 20            | 9             | 1207                     |                      | 15         | 81         | 15         |
| 2000                                                                            | 36 065               | 14 217 934 | 0.3            | 31         | 21            | 10            | 1163                     |                      | 16         | 88         | 15         |
| 2001                                                                            | 37 912               | 14 473 020 | 0.3            | 29         | 20            | 9             | 1307                     |                      | 15         | 94         | 15         |
| 2002                                                                            | 39 056               | 14 220 948 | 0.3            | 33         | 24            | 9             | 1183                     |                      | 18         | 94         | 15         |
| 2003                                                                            | 40 699               | 14 222 660 | 0.3            | 30         | 22            | 8             | 1356                     |                      | 8          | 94         | 15         |
| 2004                                                                            | 45 526               | 14 578 226 | 0.3            | 32         | 24            | 8             | 1422                     |                      | 8          | 91         | 17         |
| 2014                                                                            | 60 887               | 18 329 000 | 0.3            | 46         | 36            | 10            | 1323                     |                      | 34         | 100        | 19         |
| 2017                                                                            | 64 952               | 19 072 080 | 0.3            | 46         | 35            | 11            | 1412                     |                      | 12         | 104        | 21         |
| 2020                                                                            | 68 015               | 20 024 630 | 0.3            | 56         | 40            | 16            | 1214                     |                      | 18         | 98         | 24         |
| Fuente: Catholic-Hierarchy, que a su vez toma los datos del Anuario Pontificio. |                      |            |                |            |               |               |                          |                      |            |            |            |

## Episcopologio
- Francis Anthony Gomes † (15 de mayo de 1987-15 de julio de 2006 retirado)
- Paul Ponen Kubi, C.S.C., desde el 15 de julio de 2006